# Sainte-Austreberthe (Seine-Maritime)
Pour les articles homonymes, voir Sainte-Austreberthe.
Sainte-Austreberthe est une commune française située dans le département de la Seine-Maritime, en région Normandie.

## Géographie

### Localisation
| Émanville | Hugleville-en-Caux    | Butot     |
| Limésy    | Sainte-Austreberthe   |           |
|           | Pavilly, Goupillières | Sierville |

La commune est traversée par la rivière l'Austreberthe qui y prend sa source.

### Hydrographie
La commune est située dans le bassin Seine-Normandie. Elle est drainée par l'Austreberthe,.
L'Austreberthe, d'une longueur de 18 km, prend sa source dans la commune  et se jette  dans la Seine à Duclair, après avoir traversé sept communes. 

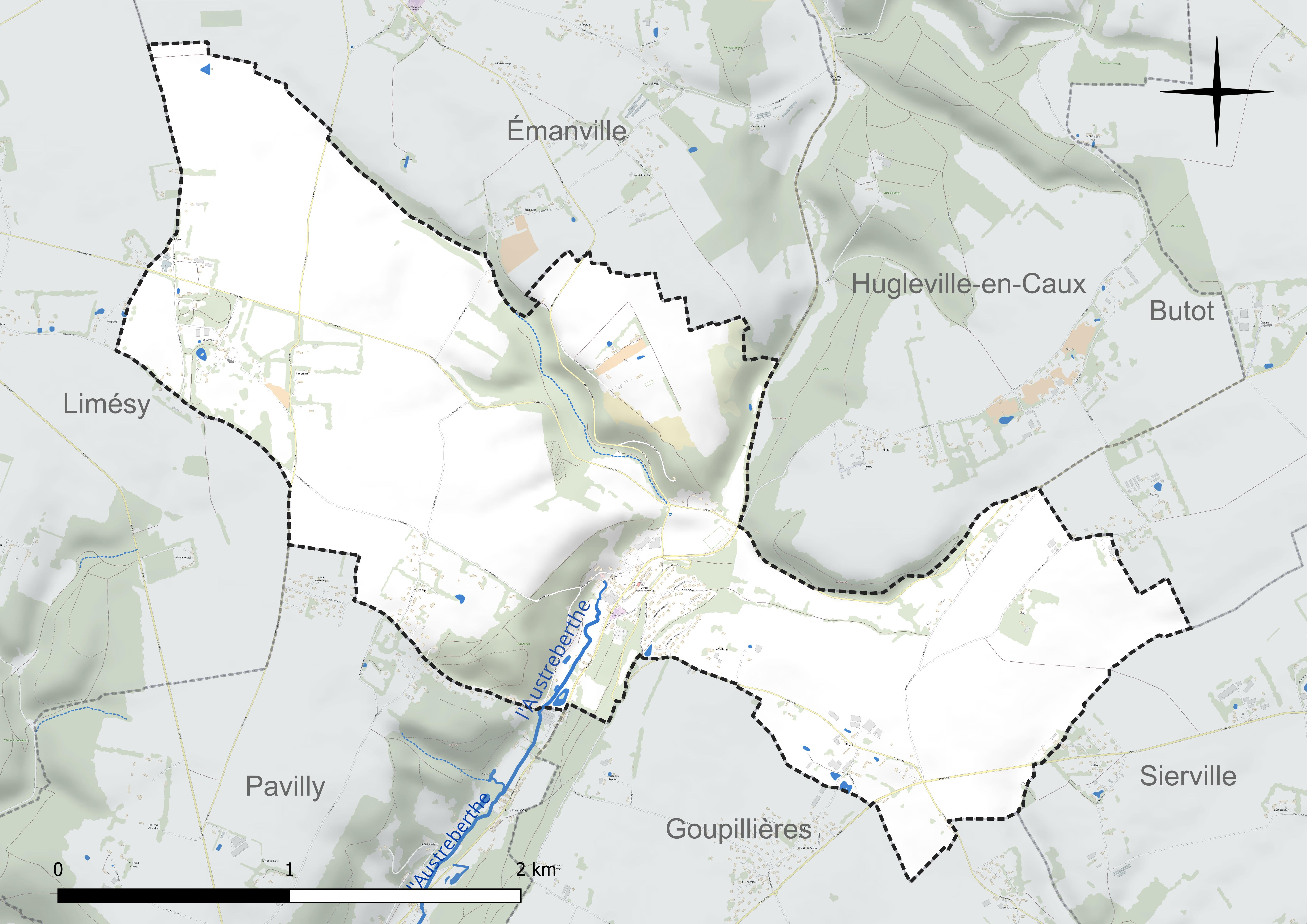
Réseau hydrographique de Sainte-Austreberthe.

### Climat
Pour des articles plus généraux, voir Climat de la Normandie et Climat de la Seine-Maritime.
En 2010, le climat de la commune est de type climat océanique dégradé des plaines du Centre et du Nord, selon une étude du CNRS s'appuyant sur une série de données couvrant la période 1971-2000. En 2020, Météo-France publie une typologie des climats de la France métropolitaine dans laquelle la commune est exposée à un climat océanique et est dans la région climatique Côtes de la Manche orientale, caractérisée par un faible ensoleillement (1 550 h/an) ; forte humidité de l’air (plus de 20 h/jour avec humidité relative > 80 % en hiver), vents forts fréquents. Parallèlement le GIEC normand, un groupe régional d’experts sur le climat, différencie quant à lui, dans une étude de 2020, trois grands types de climats pour la région Normandie, nuancés à une échelle plus fine par les facteurs géographiques locaux. La commune est, selon ce zonage, exposée à un « climat maritime », correspondant au Pays de Caux, frais, humide et pluvieux, légèrement plus frais que dans le Cotentin.
Pour la période 1971-2000, la température annuelle moyenne est de 10,4 °C, avec une amplitude thermique annuelle de 13,8 °C. Le cumul annuel moyen de précipitations est de 864 mm, avec 13,5 jours de précipitations en janvier et 8,3 jours en juillet. Pour la période 1991-2020, la température moyenne annuelle observée sur la station météorologique la plus proche, située sur la commune d'Ectot-lès-Baons à 13 km à vol d'oiseau, est de 10,8 °C et le cumul annuel moyen de précipitations est de 905,5 mm,. Pour l'avenir, les paramètres climatiques de la commune estimés pour 2050 selon différents scénarios d’émission de gaz à effet de serre sont consultables sur un site dédié publié par Météo-France en novembre 2022.

## Urbanisme

### Typologie
Au 1er janvier 2024, Sainte-Austreberthe est catégorisée commune rurale à habitat dispersé, selon la nouvelle grille communale de densité à sept niveaux définie par l'Insee en 2022.
Elle est située hors unité urbaine. Par ailleurs la commune fait partie de l'aire d'attraction de Rouen, dont elle est une commune de la couronne,. Cette aire, qui regroupe 317 communes, est catégorisée dans les aires de 200 000 à moins de 700 000 habitants,.

### Occupation des sols
L'occupation des sols de la commune, telle qu'elle ressort de la base de données européenne d’occupation biophysique des sols Corine Land Cover (CLC), est marquée par l'importance des territoires agricoles (82,6 % en 2018), en diminution par rapport à 1990 (84,4 %). La répartition détaillée en 2018 est la suivante : 
terres arables (52,6 %), prairies (25,4 %), forêts (15,6 %), zones agricoles hétérogènes (4,6 %), zones urbanisées (1,8 %). L'évolution de l’occupation des sols de la commune et de ses infrastructures peut être observée sur les différentes représentations cartographiques du territoire : la carte de Cassini (XVIIIe siècle), la carte d'état-major (1820-1866) et les cartes ou photos aériennes de l'IGN pour la période actuelle (1950 à aujourd'hui).

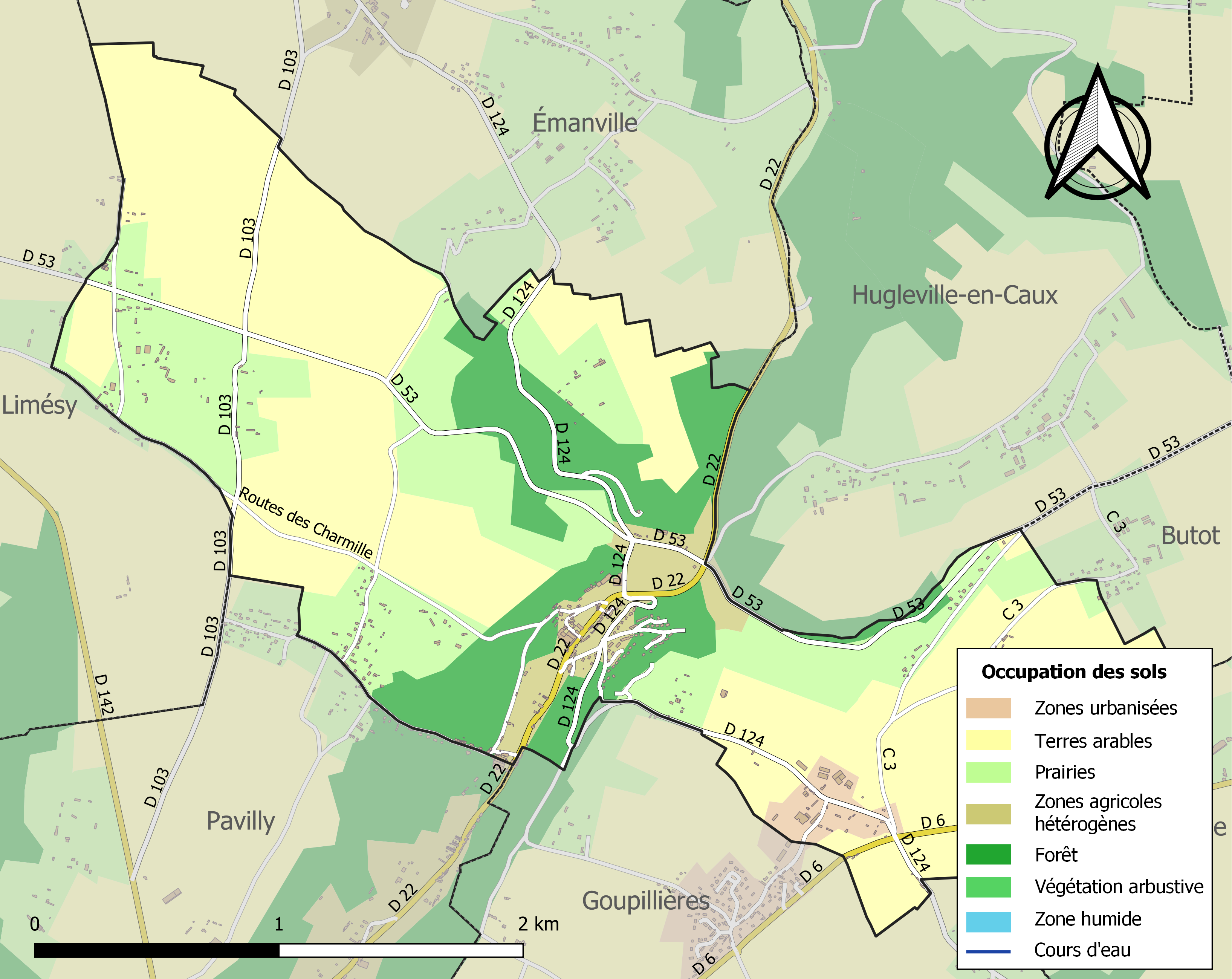
Carte des infrastructures et de l'occupation des sols de la commune en 2018 (CLC).

### Voies de communication et transports
La commune est desservie par la ligne de car régional Nomad 526 qui va de Yerville à Rouen.

## Toponymie
Le nom de la localité est attesté sous les formes Ecclesia Sanctae Austrebertae vers 1240, Parrochia Sancte Austreberthe des Essourses en 1317, Saincte Austreberthe en 1319, Parrochia Sancte Austreberthe des Essourses en 1317, Saincte Austreberthe en 1319.
Sainte de Normandie, Austreberthe de Pavilly était une religieuse française du Moyen Âge, elle devint abbesse à la fondation de Pavilly, où elle mourut au début du VIIIe siècle, à l'âge de 74 ans. Elle est réputée pour avoir accompli des miracles de son vivant.

## Histoire
L'histoire de la commune est liée à la vie de sainte Austreberthe, sainte de Normandie, à laquelle la paroisse est dédiée.

## Politique et administration
| Période                                  | Période                    | Identité                   | Étiquette | Qualité                        |
| ---------------------------------------- | -------------------------- | -------------------------- | --------- | ------------------------------ |
| Les données manquantes sont à compléter. |                            |                            |           |                                |
|                                          |                            | Jean Baptiste Gilles Amiot |           |                                |
| 1870                                     |                            | Henry Julien Roy           |           | Horloger                       |
| 1880                                     | 1900                       | Julien Adam                |           |                                |
| 1935                                     |                            | Braun                      |           |                                |
| avant 1981                               |                            | Jean-Louis Gillot          |           |                                |
| Les données manquantes sont à compléter. |                            |                            |           |                                |
| mars 1983                                | En cours (au 10 août 2020) | Daniel Gressent            |           | Réélu pour le mandat 2020-2026 |

## Population et société

### Démographie
L'évolution du nombre d'habitants est connue à travers les recensements de la population effectués dans la commune depuis 1793. Pour les communes de moins de 10 000 habitants, une enquête de recensement portant sur toute la population est réalisée tous les cinq ans, les populations de référence des années intermédiaires étant quant à elles estimées par interpolation ou extrapolation. Pour la commune, le premier recensement exhaustif entrant dans le cadre du nouveau dispositif a été réalisé en 2008.

En 2022, la commune comptait 664 habitants, en évolution de +7,62 % par rapport à 2016 (Seine-Maritime : +0,35 %, France hors Mayotte : +2,11 %).
| 1793 | 1800 | 1806 | 1821 | 1831 | 1836 | 1841 | 1846 | 1851 |
| ---- | ---- | ---- | ---- | ---- | ---- | ---- | ---- | ---- |
| 371  | 375  | 360  | 404  | 412  | 407  | 480  | 486  | 508  |

| 1856 | 1861 | 1866 | 1872 | 1876 | 1881 | 1886 | 1891 | 1896 |
| ---- | ---- | ---- | ---- | ---- | ---- | ---- | ---- | ---- |
| 505  | 504  | 474  | 481  | 425  | 378  | 426  | 467  | 413  |

| 1901 | 1906 | 1911 | 1921 | 1926 | 1931 | 1936 | 1946 | 1954 |
| ---- | ---- | ---- | ---- | ---- | ---- | ---- | ---- | ---- |
| 447  | 477  | 442  | 382  | 415  | 394  | 359  | 375  | 388  |

| 1962 | 1968 | 1975 | 1982 | 1990 | 1999 | 2006 | 2008 | 2013 |
| ---- | ---- | ---- | ---- | ---- | ---- | ---- | ---- | ---- |
| 342  | 416  | 545  | 453  | 521  | 583  | 586  | 586  | 615  |

| 2018 | 2022 | - | - | - | - | - | - | - |
| ---- | ---- | - | - | - | - | - | - | - |
| 606  | 664  | - | - | - | - | - | - | - |

## Culture locale et patrimoine

### Lieux et monuments
La croix de cimetière, du XVIe siècle fait l’objet d’un classement au titre des monuments historiques depuis le 21 mars 1910.
- Église Sainte-Austreberthe : église avec chœur du XIe siècle, la nef et le portail du 13e, la tour de 1586 et une chaire de 1637.
- Chapelle de la Source-Sainte-Austreberthe, ancien lieu de pèlerinage.

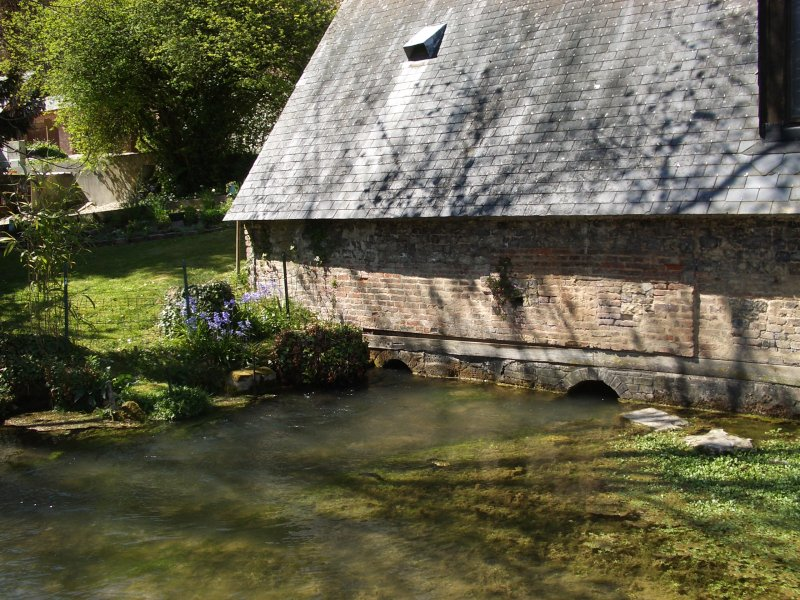
La source et la chapelle.

### Personnalités liées à la commune
- Le ferronnier Raymond Subes (1891-1970) s'est marié à Sainte-Austreberthe en 1964.

### Héraldique
| Blason de Sainte-Austreberthe | Blason  | D’or à sainte Austreberthe d’argent habillée au naturel, tenant une crosse de sable de sa main senestre, au loup arrêté de sinople brochant à ses pieds, au chef du même chargé d’une fasce ondée d’argent. |
| Blason de Sainte-Austreberthe | Détails | Composé et homologué par le Conseil Français d’Héraldique en 1994. |